# Tre Bardi
I Tre Bardi (polacco: trzej wieszcze; IPA:  [ˈtʂɛj ˈvjɛʂt͡ʂɛ]) sono i poeti nazionali della letteratura romantica polacca. Essi vissero e lavorarono in esilio durante le spartizioni della Polonia che misero fine all'esistenza dello stato sovrano polacco. I loro drammi poetici tragici e la loro poesia epica, scritti nel periodo successivo alla Rivolta del 1830 contro il dominio russo, ruotarono intorno alla lotta polacca per l'indipendenza dalle potenze straniere.
Wieszcz significa "profeta" o "indovino" nella lingua polacca. Perciò, si pensava che i Tre Bardi non solo dessero voce ai sentimenti nazionali polacchi, ma anche che prevedessero il futuro della nazione. Originariamente, il termine Tre Bardi fu usato quasi esclusivamente per denotare Adam Mickiewicz (1798–1855), Juliusz Słowacki (1809–1849) e Zygmunt Krasiński (1812–1859). 
|  |  |  |

In una grossolana classificazione di questa brillante triade, Mickiewicz, il maestro dell'epica e della lirica, può essere chiamato il poeta del presente; Krasiński, il poeta e veggente, il poeta attraverso il quale parlava il futuro; mentre Słowacki, il drammaturgo, era il panegirista del passato.

## Storia

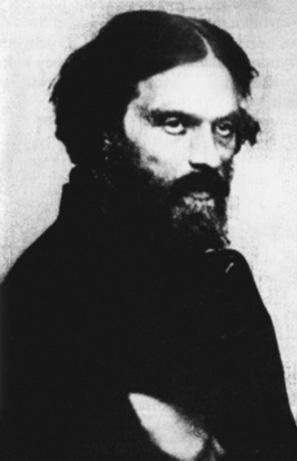
Cyprian Norwid

Il concetto di bardo era un'approssimazione polacca dell'antico termine latino poeta vates, che indicava un poeta al quale gli dei concedevano la capacità di prevedere il futuro. Importato in Polonia nel XVI secolo insieme a molte altre idee sarmatiste, inizialmente il termine wieszcz si usava per indicare vari poeti. Tuttavia, con l'avvento del Romanticismo nel XIX secolo, il termine cominciò a essere applicato quasi esclusivamente per designare Adam Mickiewicz, Juliusz Słowacki e Zygmunt Krasiński. Benché i tre artisti non formassero un particolare gruppo o movimento poetico, cominciarono ad essere visti tutti come guide morali di una nazione privata della sua libertà politica. Essi inoltre nelle loro composizioni attingevano spesso al folclore locale, il che in qualche modo legava il termine wieszcz ai saggi del popolo, spesso presenti nelle leggende e nei racconti popolari. 
Dopo il fallimento della seconda rivolta contro l'Impero russo conosciuta come Rivolta di Gennaio, e specialmente negli anni 1870, il termine fu usato solamente per indicare i tre poeti citati. Tuttavia, all'inizio del XX secolo la riscoperta delle opere di Cyprian Kamil Norwid (1821–1883) gli guadagnarono l'appellativo di quarto bardo. Alcuni critici letterari della fine della Polonia del XX secolo erano scettici sul valore dell'opera di Krasiński e consideravano Norwid essere il vero terzo bardo invece che il "quarto". Altri critici letterari, principalmente del periodo tra le due guerre mondiali, sostenevano che Stanisław Wyspiański fosse il quarto. Tuttavia, il gruppo riferito ai "bardi" o wieszcze consiste quasi sempre di tre su cinque candidati.